# Haparanda församling
Haparanda församling är en församling i Norra Norrbottens kontrakt i Luleå stift. Församlingen omfattar hela Haparanda kommun i Norrbottens län och utgör ett eget pastorat. 

## Administrativ historik
Haparanda församling bildades den 1 januari 2010 genom en sammanläggning av Nedertorneå-Haparanda församling och Karl Gustavs församling. De båda församlingarna samverkade före sammanläggningen i de gemensamma Haparanda kyrkliga samfällighet och Haparanda pastorat.

## Kyrkor
- Haparanda kyrka
- Karl Gustavs kyrka, Luleå stift
- Lappträsks kyrka
- Sandskärs kapell
- Seskarö kyrka

## Befolkningsutveckling
| Befolkningsutvecklingen i Haparanda församling 2010–2020 | Befolkningsutvecklingen i Haparanda församling 2010–2020 | Befolkningsutvecklingen i Haparanda församling 2010–2020 | Befolkningsutvecklingen i Haparanda församling 2010–2020 | Befolkningsutvecklingen i Haparanda församling 2010–2020 |
| --- | -------------------------------------------------------- | -------------------------------------------------------- | -------------------------------------------------------- | -------------------------------------------------------- |
| |                                                          |                                                          |                                                          |                                                          |
| År |                                                          |                                                          | Folkmängd                                                |                                                          |
| 2010 | 2010                                                     |                                                          | 10 059                                                   |                                                          |
| 2015 | 2015                                                     |                                                          | 9 816                                                    |                                                          |
| 2020 | 2020                                                     |                                                          | 9 584                                                    |                                                          |
| Anm: För åren 2010-2015: befolkning enligt 31 december enligt den administrativa indelningen den 1 januari följande år. Sedan 1 januari 2016 sker inte folkbokföring per församling och därmed kan det hända att vissa personer inte ingår i församlingens folkmängd då de är skrivna på den fiktiva fastigheten På kommunen skriven som inte delas upp på församlingsnivå då de inte kunnat folkbokföras på en särskild befintlig fastighet. Den totala befolkningen i Svenska kyrkans församlingar är därför något lägre än den totala befolkningen i riket. |                                                          |                                                          |                                                          |                                                          |